# João José da Mota e Albuquerque
Dom João José da Mota e Albuquerque (27 de março de 1913 - 12 de setembro de 1987) foi arcebispo católico brasileiro, emérito de São Luís do Maranhão, a qual dirigiu entre 1964 e 1984. Também foi o primeiro bispo da Diocese de Afogados da Ingazeira, de 1957 a 1961, e da Diocese de Sobral, de 1961 a 1964.

## Biografia
Nasceu em Recife, Pernambuco, filho de Aline Alice Ramos e de José Feliciano da Mota e Albuquerque, promotor público. Era irmão do escritor Mauro Mota.
Cursou o ensino primário em Nazaré da Mata, Pernambuco, para onde sua família se mudou após seu nascimento. Entrou no Seminário de Olinda em 7 de março de 1925, onde iniciou seu ginasial, concluindo-os no Seminário Menor de Nazaré da Mata. Em seguida, retornou a Olinda para o curso superior de Filosofia e Teologia. Foi ordenado sacerdote em 28 de abril de 1935, pelas mãos de Dom Ricardo Ramos de Castro Vilela, bispo de Nazaré da Mata até 1946.
Como padre, desempenhou as seguintes funções: capelão de casas de religiosas, pároco de Nazaré da Mata, pró-Vigário Geral da Diocese de Nazaré da Mata, diretor do Colégio São José; secretário do bispado de Nazaré da Mata. Sua ordenação episcopal ocorreu também em Nazaré da Mata, em 28 de abril de 1957, sendo como sagrante Dom Ricardo, agora bispo emérito, auxiliado por Dom Carlos Gouveia Coelho, sucessor de Dom Ricardo, e por Dom Otávio Barbosa Aguiar, da Diocese de Campina Grande.
Tomou posse de sua nova diocese em 19 de maio de 1957 e ali permaneceu durante quatro anos. Preocupado com a carência da região, principalmente no que se refere à área da saúde, empenhou-se, juntamente com Monsenhor Alfredo de Arruda Câmara, na criação de um hospital/maternidade, conseguindo assim a Unidade Mista Emília Câmara (hoje hospital), o que muito beneficiou o município e cidades vizinhas. Também durante seu bispado, ocorreu a instalação da Rádio Pajeú de Educação Popular, tendo como meta principal minimizar o índice de analfabetismo da região na zona rural, mediante um programa de alfabetização de adultos, através da rádio, programa que veio se concretizar já com o segundo bispo da Diocese, Dom Francisco.
Em 28 de fevereiro de 1961, foi designado para a Diocese de Sobral, no Ceará, que se encontrava vacante havia quase dois anos desde a morte de seu antecessor, Dom José Tupinambá da Frota. Foi empossado em 21 de maio seguinte. Para substituí-lo na Diocese de Afogados, o Papa nomeou o reitor do Seminário de Sobral, Francisco Austregésilo de Mesquita Filho.
Em sua curta passagem como bispo de Sobral, Dom Mota participou do Concílio Vaticano II, dedicando-se ativamente aos trabalhos conciliares. Ao regressar de Roma, procurou adaptar as pastorais da diocese às orientações do Concílio: organizou as paróquias, agrupando-as em regiões pastorais. Deu início ao processo de criação de uma nova diocese, sediada em Crateús, erecta oficialmente em 28 de setembro de 1963.
Foi nomeado para a Arquidiocese de São Luís, no Maranhão, em 28 de abril de 1964, em substituição a Dom José de Medeiros Delgado, transferido para a Arquidiocese de Fortaleza. Pelo mesmo ato, Dom Antônio Fragoso, bispo-auxiliar de São Luís, foi nomeado bispo de Crateús. Dom Mota foi empossado em 19 de julho seguinte.
O arcebispado de Dom Mota aconteceu paralelamente ao regime civil-militar.
Em 20 de março de 1984, o Papa João Paulo II aceitou sua renúncia.
Dom Mota faleceu aos 74 anos em São Luís. Em 22 de dezembro de 2006, dezenove anos após o seu falecimento, com autorização da família e da diocese de Nazaré da Mata, seus restos mortais foram trasladados e sepultados na Catedral do Senhor Bom Jesus dos Remédios, em Afogados da Ingazeira. A missa de traslado, com a participação do clero de Nazaré, foi presidida pelo bispo Dom Luis Pepeu.